# Litsea
Litsea es un género de árboles o arbustos siempreverdes o caducifolios de la familia Lauraceae. El género incluye a 200-400 especies en zonas tropicales y subtropicales de Asia, Australia, Nueva Zelanda, Norteamérica; al subtrópico de Sudamérica; y a más de 70 especies de China, mayormente en regiones cálidas del sur y sudoeste.

## Especies
- L. calicaris Kirk , Mangeao, Nueva Zelanda, un árbol de 15 m de altura con corteza pardo grisácea oscura.  Hojas opuestas, 50-150 mm de largo, ovadas a ovada oblongas, verde azuladas debajo.  Flores pequeñas, en umbelas de 4-5, drupas oblonga ovoides, de 2 mm de largo, rojizas y asentadas en un disco.
- L. cubeba (Lour.) Pers., arbusto siempreverde o pequeño árbol con hojas sabiendo a limón, frutos pequeños como pimientas.  Madera usada para mobiliario, construcción. Flores, hojas y fruto se usan como medicina herbal, para extraer aceite esencial (llamado May Chang) útil en perfumería.
- Litsea glaucescens
- L. ichangensis Gamble , forma parte de la dieta de R. roxellana.
- L. reticulata (Meisn.) F.Muell., Gomero bolly, del este de Australia.